# Trakijci
Trakijci (bułg. Тракийци) – wieś w Bułgarii, w obwodzie Burgas, w gminie Sredec. W 2023 roku liczyła 2 mieszkańców.